# Gare de Senozan
Gare de Senozan vasútállomás Franciaországban, Senozan településen.

## Vasútvonalak
Az állomást az alábbi vasútvonalak érintik:
- Párizs–Marseille-vasútvonal

## Kapcsolódó állomások
A vasútállomáshoz az alábbi állomások vannak a legközelebb:
- Gare de Fleurville - Pont-de-Vaux
- Gare de Mâcon-Ville